# Teistungen
Teistungen là một đô thị thuộc huyện Eichsfeld nước Đức. Đô thị này có diện tích 25,94 km², dân số thời điểm 31 tháng 12 năm 2006 là 2510 người.